# Kira Trusova
Kira Vladimirovna Trusova (russe : Кира Владимировна Трусова), née le 28 juin 1994 à Togliatti, est une joueuse internationale russe de handball évoluant au poste de gardienne.

## Palmarès

### Club
compétitions nationales
- championne de Russie en 2016 (avec Handball Club Astrakhanochka)

### Sélection
championnats d'Europe
- finaliste du championnat d'Europe 2018

autres
- finaliste du championnat du monde junior en 2014
- vainqueur du championnat d'Europe junior en 2013[1]
- finaliste du championnat du monde jeunes en 2012[2]